# Софія Катберт
Софія Естер Катберт Чіарлеоні (англ. Sofía Ester Cuthbert Chiarleoni; нар. 28 листопада 1918, Ікіке — пом. 30 листопада 1974, Буенос-Айрес) — дружина Карлоса Пратса, вбитого разом з ним в Аргентині Управлінням національної розвідки в рамках — операції «Кондор».  

## Життєпис
Донька Вільяма Катберта Лістера та Софії Чіарлеоні Мендес. Її братами були Альберто і Гарольд, а старшими братами по материнській лінії — Лаутаро і Ана Лемус Чіарлеоні. Оскільки її батько мав англійське походження, народився в Манчестері, вона також була британською підданою. 
Закінчила навчання в Англійському коледжі Ікіке, який закінчила зі званням — виконавчого двомовного секретаря. Живучи в Ікіке, вона займалася різними видами спорту, включаючи верхову їзду, плавання та водне поло. Жінка з передовим для свого часу баченням ролі жінки в суспільстві, вона працювала в судноплавній компанії «Ґрейс Лайн».
В Ікіке вона одружилася з Карлосом Пратсом 19 січня 1944 року. Мали трьох дочок — Софію Естер, яка була послом Чилі в Греції, Марію Анхеліку та Хільду Сесілію.
Загинула разом з чоловіком від вибуху замінованого автомобіля в Буенос-Айресі, де вони жили у вигнанні, 30 вересня 1974 року.
Пізніше стало відомо, що вбивство було сплановано членами Чилійської таємної поліції ДІНА. Його виконав американський емігрант і громадянин Чилі Майкл Таунлі, який також скоїв вбивство Орландо Летельє у Вашингтоні в 1976 році. 